# Egola
L'Egola è un torrente della Toscana lungo circa 34 km che nasce fra Montignoso e Castagno, nel comune di Gambassi Terme.
Il suo tratto iniziale si trova nel territorio della ex provincia di Firenze, divenuta in seguito città metropolitana di Firenze, dove attraversa in successione i comuni di Gambassi Terme e Montaione, entra poi nella provincia di Pisa attraverso il comune di San Miniato dove, dopo circa 15 km, sfocia nell'Arno.
Dà il nome ai paesi di Ponte a Egola e Molino d'Egola.